# Aly Abeid
Yacoub Aly Abeid (Riyad,  11 december 1997) is een Mauritaans voetballer die als verdediger speelt. Abeid speelt sinds januari 2020 voor de Franse club Valenciennes FC.

## Carrière
Abeid begon met voetballen bij de jeugd van ASAC Concorde waar hij tot 2014 speelde, want hij 2014 werd hij door Spaans eersteklasser Levante UD naar de hun jeugdacademie gehaald. In 2016 werd hij overgeplaatst naar het eerste elftal. Daar kon hij niet doorbreken: hij kwam maar een keer in actie (tegen Atlético Madrid, 3-0 verlies).
In het seizoen 2018/19 werd hij door Levante uitgeleend aan tweedeklasser AD Alcorcón. Hij debuteerde er in een match tegen RCD Mallorca die met 1-0 gewonnen werd, maar ook bij Alcorcón kon Abeid zijn stempel niet drukken.
In januari 2020 vertrok hij transfervrij naar de Franse tweedeklasser Valenciennes FC.

## Interlandcarrière
Op 31 maart 2015 maakte Abeid zijn interlanddebuut voor Mauritanië in een oefeninterland tegen Niger, Mauritanië won de wedstrijd met 2-0.
Meer dan 5 maanden later maakte Abeid zijn eerste profdoelpunt (club en land) in een interland tegen Zuid-Afrika, deze werd met 3-1 gewonnen.
In 2019 nam Abeid met Mauritanië deel aan de Afrika Cup die plaatsvond in Egypte. Mauritanië speelde in de groepsfase tegen Mali, Angola en Tunesië. Tegen Mali werd met 4-1 verloren, tegen Angola en Tunesië speelde ze 2 keer 0-0. Met 2 op 9 was Mauritanië dus uitgeschakeld, Abeid speelde in alle 3 de wedstrijden 90 minuten.